# Jan Slaski (filolog)

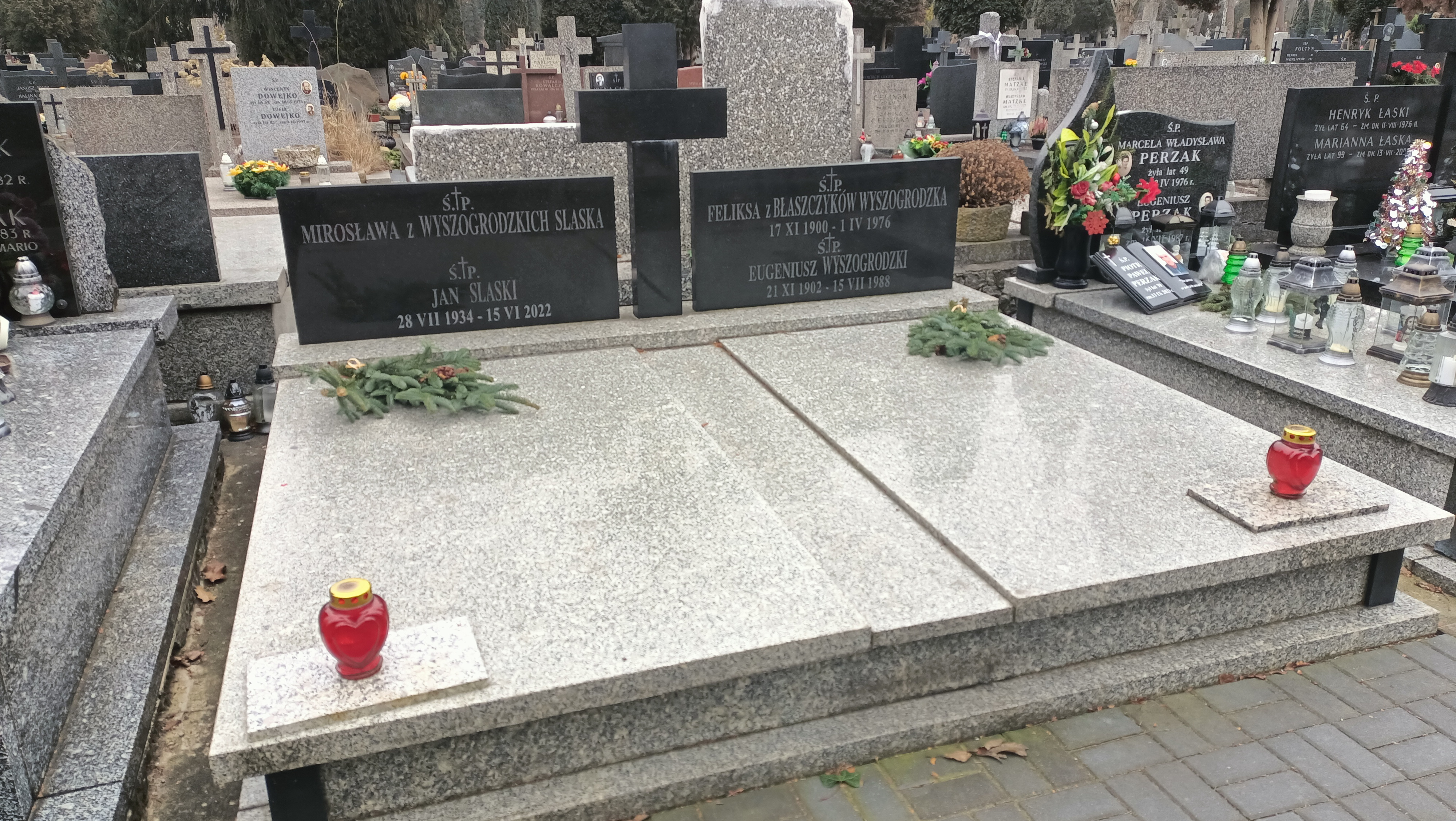
Grób Jana Slaskiego na cmentarzu w Pyrach

Jan Ludwik Slaski (ur. 28 lipca 1934 w Poznaniu, zm. 15 czerwca 2022 w Warszawie) – polski historyk literatury polskiej, hungarysta, profesor Uniwersytetu Warszawskiego.

## Życiorys
Pochodził z gałęzi pomorskiej rodziny Slaskich herbu Grzymała. Był synem Jana Slaskiego właściciela majątku Trzebcz Szlachecki, posła i senatora RP zamordowanego w Katyniu w ramach zbrodni katyńskiej. Żonaty z Mirką.
Był pracownikiem Instytutu Literatury Polskiej Wydziału Polonistyki Uniwersytetu Warszawskiego, wykładowcą we Włoszech i na Węgrzech. Współpracował z Uniwersytetem w Wenecji. Współzałożyciel, a także Honorowy Członek Stowarzyszenia Kulturalnego Włosko – Polskiego w Veneto (www.poloniaveneto.it).
Pochowany na cmentarzu w Pyrach.

## Prace naukowe
Opublikował wiele prac naukowych z zakresu historii literatury polskiej, głównie literatury staropolskiej. Przekłady z literatury węgierskiej: 1960 – Magda Szabó – Fresk.
- Średniowiecze, Renesans, Barok / wyboru dokonał Jan Ślaski ; [z prac Instytutu Literatury Polskiej Wydziału Polonistyki].  Wydanie 3, Warszawa 1998 (Materiały do Ćwiczeń / Uniwersytet Warszawski. Wydział Polonistyki. Seria 1, Teksty), ISBN 83-87608-55-6
- Wybór pism / Mikołaj Rej ; wybór i oprac. Jan Ślaski. Warszawa : Państ. Instytut Wydawniczy, 1975.
- Studia porównawcze o literaturze staropolskiej (pod red. Teresy Michałowskiej i Jana Ślaskiego ; Polska Akademia Nauk, Instytut Badań Literackich) Wrocław ; Gdańsk : Zakład Narodowy im. Ossolińskich, 1980. ISBN 83-04-00301-5
- Lengyel irodalmi kalauz : a kezdetektöl 1989-ig / D. Molnár István ; lektorálta Jan Ślaski ; szerk. Bay Ágota. Budapest : Széphalom könyvmühely, 1997. ISBN 963-8277-76-9
- Setnik przypowieści uciesznych / Giovan Mario Verdizzotti ; [tł.] Marcin Błażewski; wyd. Jan Ślaski ; Instytut Badań Literackich PAN, Stowarzyszenie „Pro Cultura Litteraria”.  Warszawa : IBL. Wydaw. : „Pro Cultura Litteraria”, 2000. (Seria Biblioteka Pisarzy Staropolskich 1427-3306 t. 18). ISBN 83-87456-62-4
- Barocco fra Italia e Polonia : atti del IV Convegno di Studi promosso ed organizatto dal Comitato degli Studi sull'Arte dell'Accademia Polacca delle Scienze e dalla Fondazione Giorgio Cini di Venezia (Varsovia, 14-18 ottobre 1974) / a cura di Jan Ślaski.  Warszawa : Państ. Wydaw. Naukowe, 1977.